# Schmochtitz

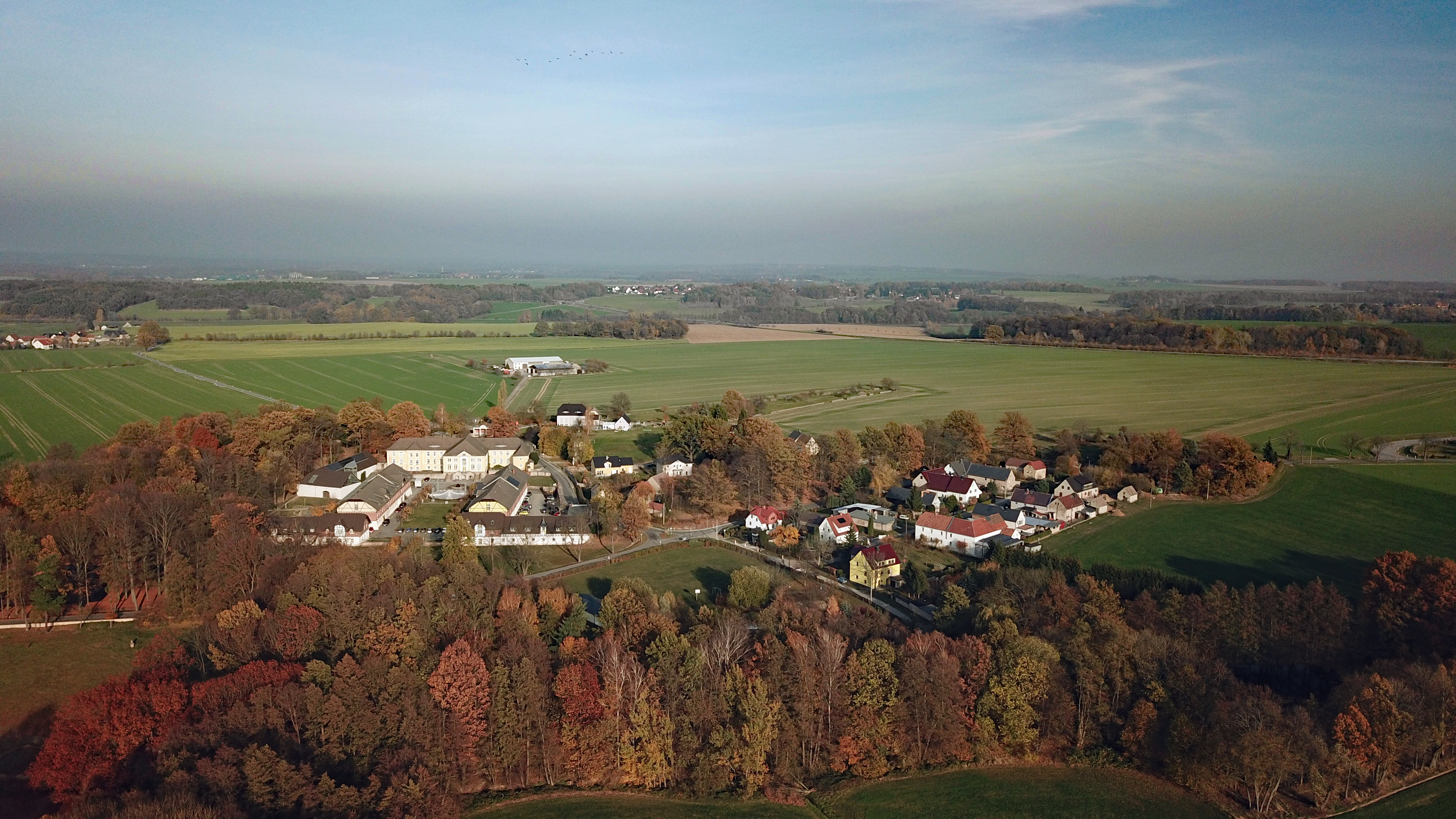
Luftbild

Schmochtitz, obersorbisch Smochćicyⓘ, ist ein Dorf im ostsächsischen Landkreis Bautzen und gehört seit 1999 zur Großen Kreisstadt Bautzen. Seit 2007 zählt es offiziell als Stadtteil. Schmochtitz liegt in der Oberlausitz und befindet sich im Siedlungsgebiet der Sorben.

## Geografie

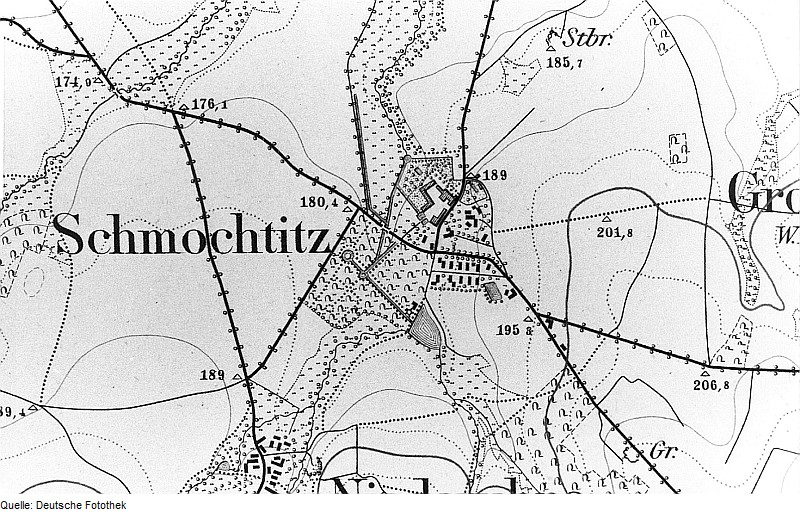
Schmochtitz auf dem Messtischblatt von 1884

Der Ort befindet sich in der feuchten Niederung eines Bachlaufes zwischen den Erhebungen der Wiewalze (249 m) im Südwesten und des Roten Berges (203 m) im Nordosten, etwa sechs Kilometer nordwestlich des Bautzener Stadtzentrums.
Siedlungsgeschichtlich handelt es sich bei Schmochtitz um eine Gutssiedlung, die sich südwestlich des ehemaligen Rittergutes (heutiges Bildungsgut Schmochtitz Sankt Benno) entwickelte. Das Gut verfügte über eine relativ große Parkanlage, deren größter Teil bis heute am westlichen Ortsausgang zu erkennen ist. Kurz vor Großbrösern befindet sich mitten im Wald der sogenannte „Sonnentempel“, der ursprünglich ebenfalls zum Gutspark gehörte.
Die Nachbarorte sind Großbrösern (Gemeinde Radibor) im Norden, Großwelka im Osten, Oberuhna im Süden und Strohschütz im Nordwesten.

## Geschichte
In den 1980er Jahren wurde auf dem Gelände des Schmochtitzer Rittergutes ein Münzschatz aus dem 12. Jahrhundert entdeckt, der darauf hindeutet, dass Schmochtitz in dieser Zeit eine Zollstation an der überregionalen Handelsstraße Via Regia war, die hier von Bautzen nach Kamenz führte. Die frühest bekannte urkundliche Erwähnung des Ortes erfolgte 1391 als Smochticz. Das Rittergut existierte vermutlich bereits vor dem 14. Jahrhundert, wurde erstmals 1568 erwähnt und bestand bis ins 20. Jahrhundert selbstständig.
Im Jahr 1763 erwarb der sächsische Hofmarschall Peter August von Schönberg das Schmochtitzer Gut und ließ es großzügig ausbauen. Im Zusammenhang mit der Schlacht bei Bautzen wurde das Anwesen im Mai 1813 zerstört und danach wiederaufgebaut.
1925 wurde das Gut vom katholischen Bistum Meißen erworben und zu dessen Priesterseminar umgebaut. Im Mai 1927 begann die Ausbildung; so erhielt hier unter anderem der sorbische Märtyrer Alois Andritzki seine geistliche Ausbildung. Im April 1945 wurde das Herrenhaus durch das Kriegsgeschehen schwer beschädigt und erst ab 1986 wiedererrichtet. Seit 1992 dient das ehemalige Gut als Bischof-Benno-Haus (benannt nach dem hl. Benno von Meißen) dem Bistum Dresden-Meißen als Bildungs- und Tagungsstätte.
Bis 1948 war Schmochtitz eine eigenständige Landgemeinde, seit 1936 mit den Ortsteilen Löschau, Oberuhna und Niederuhna. Von 1948 bis 1969 war der Ort Gemeindeteil von Salzenforst und seit 1969 von Salzenforst-Bolbritz. Gemeinsam mit diesem wurde es 1994 nach Kleinwelka und schließlich 1999 nach Bautzen eingemeindet.

## Bevölkerung
Für seine Statistik der sorbischen Bevölkerung ermittelte Arnošt Muka eine Einwohnerzahl von 135, davon waren 119 Sorben (88 %) und 16 Deutsche.
1939 hatte die Gemeinde Schmochtitz mit Ortsteilen insgesamt 347 Einwohner, davon etwa 130 im Hauptort. Nach einem kurzen Bevölkerungsanstieg bedingt durch die Ankunft von Umsiedlern nach dem Zweiten Weltkrieg sank die Einwohnerzahl in der zweiten Hälfte des 20. Jahrhunderts konstant.
Im Jahr 2000 hatte Schmochtitz noch 88 Einwohner, 2012 waren es nur mehr 51; das entspricht einem Rückgang von mehr als 40 Prozent in nur zwölf Jahren.

### Konfessionen
2010 waren von 78 Einwohnern 54 evangelisch (69,2 %), neun katholisch (11,5 %) und 15 gehörten keiner oder einer anderen Religionsgemeinschaft an (19,2 %). Die evangelische Bevölkerung ist seit der Reformation nach Göda gepfarrt, die katholische Kapelle des Bischof-Benno-Hauses ist seit 2002 Filialkirche von Storcha.

## Sehenswürdigkeiten

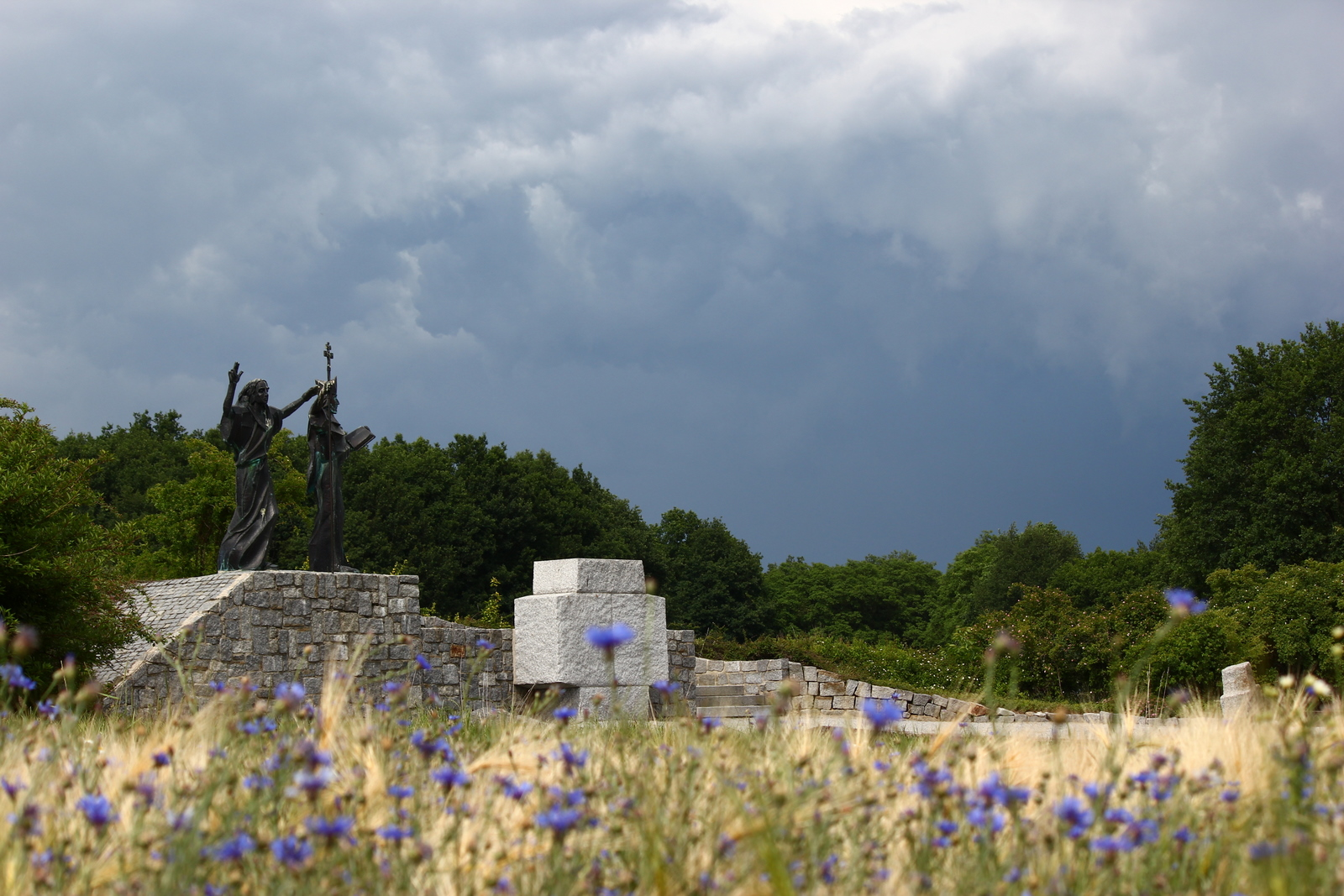
Millenniumsdenkmal unweit des Ortes

Der Ort ist heute insbesondere bekannt für das im ehemaligen Rittergut ansässige Bischof-Benno-Haus, welches heute dem Bistum Dresden-Meißen als katholische Bildungsstätte und Tagungshaus dient und Schauplatz zahlreicher kultureller Veranstaltungen (z. B. Schmochtitzer Musiknächte, jährliche Benefizkonzerte von Silbermond etc.), Konferenzen, aber auch von Gottesdiensten ist. Die Anlage des Rittergutes gehört zu den größten und repräsentativsten ihrer Art in der gesamten Oberlausitz.
Nordwestlich von Schmochtitz befindet sich auf dem Roten Berg das sogenannte „Millenniumsdenkmal“ mit den beiden „Slawenaposteln“ Kyrill und Method, welches vom sorbisch-katholischen Cyrill-Methodius-Verein im Jahr 2000 zum Gedenken an die Christianisierung der Sorben errichtet wurde.